# ヴィオレッタ (テレビ番組)
『ヴィオレッタ』（Violetta）はアルゼンチンのドラマで、ラテンアメリカ、ヨーロッパ、中東とアフリカのディズニー・チャンネルで放送されている。制作はPol-kaによってされており、制作国の地域であるラテンアメリカとイタリアで2012年5月14日に初放送された。

## 概要
父親の故郷であるブエノスアイレスへ、ヨーロッパで数年暮らした後に、ある不幸が原因で引っ越してきた音楽の才能があるティーン、ヴィオレッタ（演じるのはアルゼンチン人女優マルティナ・ストエッセル）を主人公とした物語である。
各エピソードには様々なジャンルの番組オリジナルソングが登場する。

## 制作

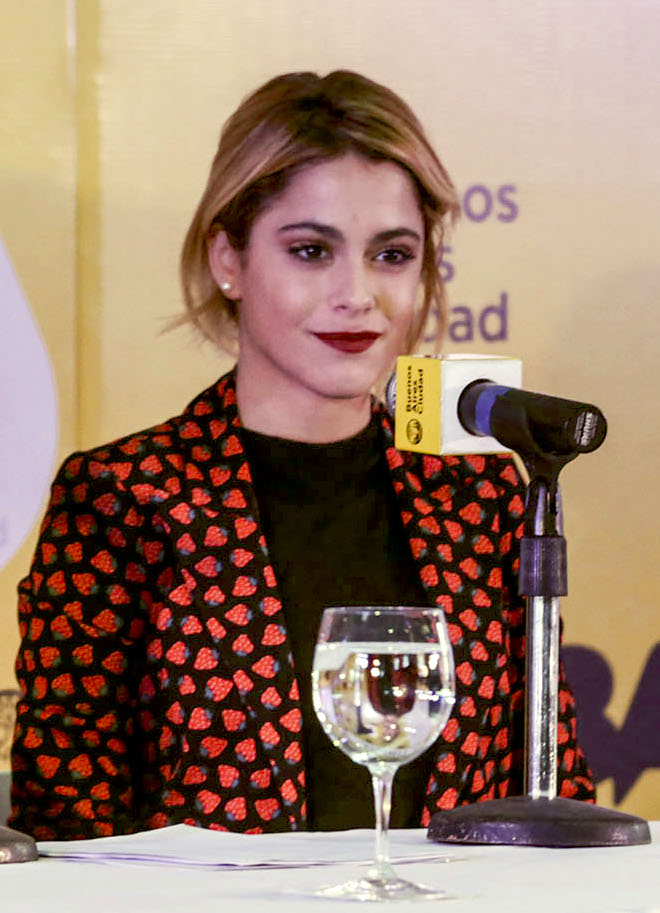
マルティナ・ストエッセルが主役に選ばれた

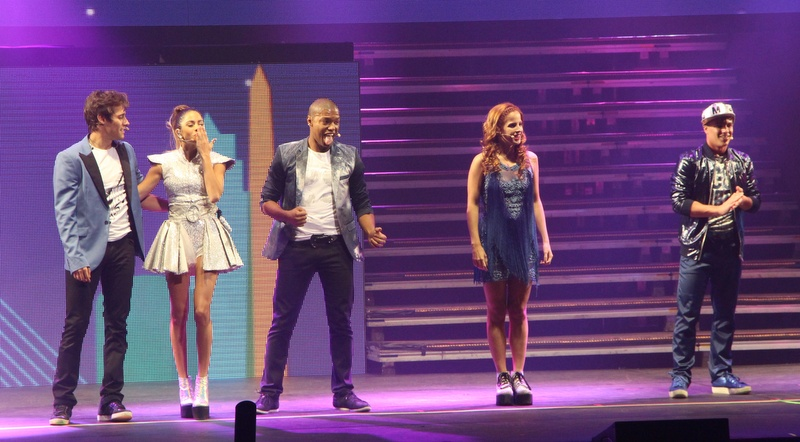

ディズニーチャンネルによる『Floricienta』や『Patito Feo』といったアルゼンチンのテレビ小説の放送の成功とライバル局のニコロデオンがラテンアメリカでテレビ小説を制作したことを受け、ディズニーは初となるオリジナルテレビ小説を制作することを決めた。番組はアルゼンチンで現地の制作会社Pol-Kaが制作している。出演陣はラテンアメリカ、ブラジル、スペインとイタリア出身者から成っている。
撮影は2011年9月にアルゼンチンのブエノスアイレスで開始され、7ヶ月続いた。番組の共同制作はディズニー・チャンネル ラテンアメリカ、ヨーロッパ、中東とアフリカが担当している。撮影はすべてブエノスアイレスにあるセントラル・パーク・スタジオでHD撮影された。 2011年12月31日、ディズニーチャンネル ラテンアメリカは『Celebratón』という特別番組を放送し、番組内でマルティナ・ストエッセルが 『Tu Resplandor』 (ディズニープリンセスを題材にした曲) を披露した。ディズニーチャンネルは番組が2012年に放送開始されると発表した。2011年12月22日にキャストが公表され、2012年3月にプロモーションと番組宣伝が放送され始めた。
2012年4月上旬、マルティナ・ストエッセルによる『En Mi Mundo』のミュージックビデオがディズニー・チャンネル ラテンアメリカのホームページにアップされた。ヴィオレッタはラテンアメリカとイタリアで2012年5月14日に初回放送された。出演陣はメキシコシティとボゴタを訪れ、ブエノスアイレスにあるルナ・パークで行われたラジオ・ディズニーで楽曲を披露した。10月25日にシーズン1の最終回が放送された。9月から10月にかけて、番組はブラジル、フランス、イスラエルとスペインでも放送開始された。
2012年11月1日に、シーズン2の撮影が開始された。シーズン2はラテンアメリカで2013年4月、スペインとイタリアでは2013年5月に放送開始された。全出演陣が2013年6月末に、プロモーションのためパリ、ミランとマドリッドを訪ねた。シーズン2の最終シーンはスペインで撮影された。
番組の関連商品として、公式雑誌 (ラテンアメリカ、イタリアとスペインで発売)、ステッカーアルバム (ラテンアメリカ、イタリア、スペインとフランスで発売)、単行本 (ラテンアメリカ、イタリア、スペインとフランスで発売) とトレーディングカード (アルゼンチンとイタリアで発売) が発売されている。DVDもイタリアとスペインで発売されている。また、番組のサウンドトラックも発売されており、アルゼンチンでは3度、スペインでは1度プラチナ記録を樹立し、チリとスペインではゴールド記録を樹立した。
2013年6月、3度のリハーサルを行った後、ブエノスアイレスにある劇場『Teatro Gran Rex』で全出演陣によるミュージカルが上演された。冬休み期間にはコンサートを行い、コンサート開始前に全60公演のチケット200,000枚以上が完売した。 ブエノスアイレスでの公演後、出演陣はアルゼンチン、ラテンアメリカとヨーロッパをツアーした。ブエノスアイレスでの60公演の他に、アルゼンチンの他都市でも開催された。

## 内容
ヴィオレッタは自分の歌のとても特別な才能に気付いていないティーンの女の子。この才能はヴィオレッタの有名な歌手であった母親譲りであったが、母親はヴィオレッタがほんの幼い頃に悲劇的な事故によって亡くなってしまった。
ヴィオレッタの父親ヘルマンは娘を愛しているとても成功した男であるが、厳しく過保護である。妻の死の悲しみを忘れるため、彼はヴィオレッタが妻と同じ道を歩みそうだと危惧し、彼女から妻との過去や運命を封印しようと決める。
事故後、2人はマドリッドへ引っ越し、ヴィオレッタの幼馴染との連絡を絶ち、男手一つで育てた。ヘルマンはヴィオレッタには音楽の才能があると気付き、彼女をピアノレッスンへ通わせるが、決して歌と演劇には触れさせなかった。
しかし2人の故郷であるブエノスアイレスへ戻ってから全てが変わる。そこで、ヴィオレッタは有名な音楽学校『スタジオ21』へピアノのレッスンを受けに通い始める。彼女は才能を引き出す新人教師アンヒエと出会う。他にも 授業でいろいろな人々と出会う。
やがて、ヴィオレッタは異なる性格の男子 トマスとレオンに出会い、ヴィオレッタをめぐる戦いが始まる。

## キャスト
| キャラクター名                       | 俳優名                               | 俳優名                               |
| キャラクター名                       | シーズン1 (2012年)                   | シーズン2 (2013年)                   |
| ------------------------------------ | ------------------------------------ | ------------------------------------ |
| ヘルマン・カスティージョ             | ディエゴ・ラモス                     | ディエゴ・ラモス                     |
| ヴィオレッタ・カスティージョ         | マルティナ・ストエッセル             | マルティナ・ストエッセル             |
| トマス・ヘレディア                   | パブロ・エスピノサ                   |                                      |
| レオン                               | ホルヘ・ブランコ                     | ホルヘ・ブランコ                     |
| ディエゴ・ヘルナンデス               |                                      | ディエゴ・ドミンゲス                 |
| ルドミラ・ヘロ                       | メルセデス・ランブレ                 | メルセデス・ランブレ                 |
| アンドレス                           | ニコラス・ハルニエル                 | ニコラス・ハルニエル                 |
| ナタリア                             | アルバ・リコ・ナヴァロ               | アルバ・リコ・ナヴァロ               |
| フランセスカ・カウヴィフリア         | ロドヴィカ・コメジョ                 | ロドヴィカ・コメジョ                 |
| カミラ・"カミ"・トレース             | カンデラリア・モルフェセ             | カンデラリア・モルフェセ             |
| マクシミリアノ・"マクシー"・ポンテ   | ファクンド・ハンバンデ               | ファクンド・ハンバンデ               |
| ルカ・カウヴィグリア                 | シモネ・リホイ                       |                                      |
| ブロドゥエイ                         | サムエル・ナスシメント               | サムエル・ナスシメント               |
| フェデリコ                           | ルグレロ・パスカレジ                 | ルグレロ・パスカレジ                 |
| ブラコ                               | アルトゥル・ログノヴ                 |                                      |
| ナポレオン                           | ロドリゴ・ヴェリジャ                 |                                      |
| マルコ・タヴェジ                     |                                      | ハビアニ・ポンセ・デ・レオン         |
| ララ                                 |                                      | ヴァレリア・バロニ                   |
| アンヘレス・"アンジー"・カラーラ     | マリア・クララ・アロンソ             | マリア・クララ・アロンソ             |
| ハデ・ラフォンタイネ                 | フロレンシア・ベニテス               | フロレンシア・ベニテス               |
| マティアス・"マティ"・ラフォンタイネ | フォアキン・ベルソルド               | フォアキン・ベルソルド               |
| オルガ・パトリシア・ペニャ           | ミルタ・ウォンス                     | ミルタ・ウォンス                     |
| リサンドロ・ラマジョ                 | アルフレド・アジェンデ               | アルフレド・アジェンデ               |
| グレゴリオ・カサル                   | ロドリゴ・ペドレイラ                 | ロドリゴ・ペドレイラ                 |
| ロベルト・"ベト"・ベンヴェヌト       | パブロ・スルタニ                     | パブロ・スルタニ                     |
| パブロ・ガリンド                     | エセキエル・ロドリゲス               | エセキエル・ロドリゲス               |
| エスメラルダ・ディ・ピエルト         |                                      | カルラ・パンドルフィ                 |
| ハクケリネ・"ハッキー"・サエンス     |                                      | ヴァレンティナ・フリオネ             |
| アントニオ・フェルナンデス           | アルベルト・フェルナンデス・デ・ロサ | アルベルト・フェルナンデス・デ・ロサ |

## メディア

### 音楽
第1シーズンのオープニングとクロージングクレジットはオリジナル版の『En mi mundo』である。フランス語版は Cynthia による『Dans Mon Monde』、ブラジルでは Mayra Arduini による『Pelo Mundo』、イタリア語版ではストエッセルによる『Nel mio mondo』である。 ロシア、ポーランドとトルコではオリジナル版が使用されている。英語版は『In My Own World』というタイトルで2013年8月9日に iTunesアイルランドで発売された。
| Violetta                                                         | - 発売日: 2012年6月5日 - レーベル: ウォルト・ディズニー・レコード - 形式: CD、デジタルダウンロード - ソングライター: セバスティアン・メジノ、エドゥアルド・フリヘリオ                                                        | 61 | 28 | 1 | 2 | 3 | - ARG: プラチナ4回 - CHI: ゴールド - COL: ゴールド - ESP: プラチナ - ITA: プラチナ - POL: プラチナ2回 - BRA: ゴールド - URU: プラチナ - VEN: プラチナ |
| Cantar es lo que soy                                             | - 発売日: 2012年11月23日 - レーベル: ウォルト・ディズニー・レコード - 形式: CD、デジタルダウンロード - ソングライター: セバスティアン・メジノ、エドゥアルド・フリヘリオ                                                      | —  | —  | 1 | — | 5 | - ARG: プラチナ3回 - CHI: ゴールド - COL: ゴールド - POL: ゴールド - URU: プラチナ - VEN: ゴールド                                                    |
| Hoy somos más                                                    | - 発売日: 2013年6月11日 - レーベル: ウォルト・ディズニー・レコード - 形式: CD、デジタルダウンロード - ソングライター: イッヒアー・マルティネス、シルヴィオ・L・リチェット、セバスティアン・メジノ、エドゥアルド・フリヘリオ  | —  | —  | — | — | 1 | - ARG: プラチナ2回 - ITA: プラチナ - POL: プラチナ2回                                                                                                 |
| Violetta en Vivo                                                 | - 発売日: 2013年11月25日 - レーベル: ウォルト・ディズニー・レコード - 形式: CD、デジタルダウンロード - ソングライター: イッヒアー・マルティネス、シルヴィオ・L・リチェット、セバスティアン・メジノ、エドゥアルド・フリヘリオ | —  | —  | — | — | 1 | - POL: ゴールド |
| "—" はチャート圏外もしくはその地域では発売されていないことを示す | |    |    |   |   |   | |

### 雑誌
2012年10月10日からイタリアで番組公式雑誌が『Violetta』というタイトルで発売されている。この月刊誌の編集長はヴェロニカ・ディ・リシオで、インタビュー、撮影の未公開写真、ゲーム、ポスターや女子向けへのアドバイスが掲載されている。 アルゼンチンでもイタリアのものと同じ内容で発売されている。チリでも2012年12月21日から発売されている。スペインではテレビ版に沿った内容の月刊誌が発売されている。

### ステッカーアルバム
雑誌が発売された日と同じ日に、雑誌などに貼れるステッカーアルバムも発売された。このアルバムの発売元はパニーニである。

### 関連商品
ブラジルではイースターエッグと文具市場で商品展開されている。商品の他に、イタリア人俳優シモン・リホイはファンが彼のFacebookページから質問し、彼が答えるコラム『Chiedilo a Simone』を行っており、第一回は2013年3月22日に行われ、その後毎週木曜日に行われている。

## 外部サイト
- 公式ウェブサイト
- 南アフリカの公式サイト
- 英国の公式サイト
- ヴィオレッタ (@OficialVioletta) - X（旧Twitter）
- ヴィオレッタ (ViolettaLatinoamerica) - Facebook